# 山田スイッチ
山田スイッチ（やまだ スイッチ、1976年7月31日 - ）は、秋田県生まれ、青森県平川市在住のコラムニスト。

## 人物・略歴
青森県立弘前南高等学校、弘前学院大学卒業。
2児の母。上京してさまざまな職を経験した後に帰郷。第1回ぴあコラム大賞を受賞してデビュー。
weeklyぴあ誌上にて2002年から2003年にかけてエッセイ『しあわせスイッチ』を連載。地元・弘前市の新聞・陸奥新報紙にて300回を超す好評連載「山田スイッチの育児日記」を2005年から2011年にかけて連載したのち、2011年からはエコロジーに関するイラスト&エッセイの『エコハンター』を連載。2017年より『山田スイッチの特急歳時記』を連載。2024年5月現在も連載中である。また、読売新聞青森県版では2007年より連載を開始した『山田スイッチのTHE・青森ぐらし』は連載500回を超え、2023年に17年におよぶ連載は終了し、書籍『バッチャと子育て〜バッチャはただいま、95歳！〜』（山田スイッチ社 2023年刊）にまとめられた。
2013年4月には『うちのバッチャ』を発刊。
同居するパワフルな84歳の祖母について書いた。続編が2017年に『うちのバッチャ②〜88歳快進撃〜』として発売された。

## 著書
- 『しあわせスイッチ』（ぴあ出版）
- 『しあわせ道場』（光文社知恵の森文庫）
- 『ひつじセラピー』（共著・ぴあ出版）
- 『ブラジルスイッチ』（ぴあ出版）
- 『トーキョー放浪記』（光文社知恵の森文庫）
- 『うちのバッチャ』（山田スイッチ社刊）
- 『生きてるって、幸せー！　Love ＆　Peace』（地湧社）作家・田口ランディとの共著
- 『うちのバッチャ②〜88歳快進撃〜』（山田スイッチ社）
- 『バッチャと子育て』（山田スイッチ社）

## 寄稿他
- 『わたしの３・１１』茂木健一郎編（毎日新聞社刊）
- 『この日本人に学びたい』松尾スズキ著（文庫版の解説を寄稿）
- 『乙女の玉手箱シリーズ　こけし』（グラフィック社） 2013年、ライターとして参加